# Смоленка (Мінська область)
Смоленка (біл. вёска Смаленка) — село в складі Червенського району Мінської області, Білорусь. Село підпорядковане Смиловичівській селищній раді, розташоване в центральній частині області.